# Евсевий (папа римский)
Евсе́вий (лат. Eusebius; ? — 309/310) — епископ Рима с 18 апреля по 17 августа 309 (310) года.

## Биография
Его понтификат длился всего четыре месяца, после чего, в результате беспорядков в Церкви, приведшим к актам насилия, он был сослан императором Максенцием на Сицилию и скончался в изгнании. Похоронен в Риме, в Катакомбах Святого Каллиста. День памяти у католиков — 26 сентября.